# Tarbolton
Tarbolton (Tarbowton in lingua scots) è una località della Scozia, situata nell'area di consiglio di Ayrshire Meridionale.